# Альберт Саксен-Кобург-Готський
Альбе́рт Са́ксен-Ко́бург-Го́тський (нім. Albert von Sachsen-Coburg und Gotha; 26 серпня 1819 — 14 грудня 1861) — принц-консорт Великої Британії (з 1857 р.), чоловік королеви Вікторії з 1840 року, оборонець мистецтва, науки та промисловості. Альберт був другим сином герцога Саксен-Кобург-Гота і кузеном королеви Вікторії.

## Походження
Альберт був другим сином Ернста I, герцога Саксен-Кобург-Готського та його першої дружини Луїзи Саксен-Гота-Альтенбурзької. Його старшим братом був герцог Ернст ІІ.

## Політична діяльність

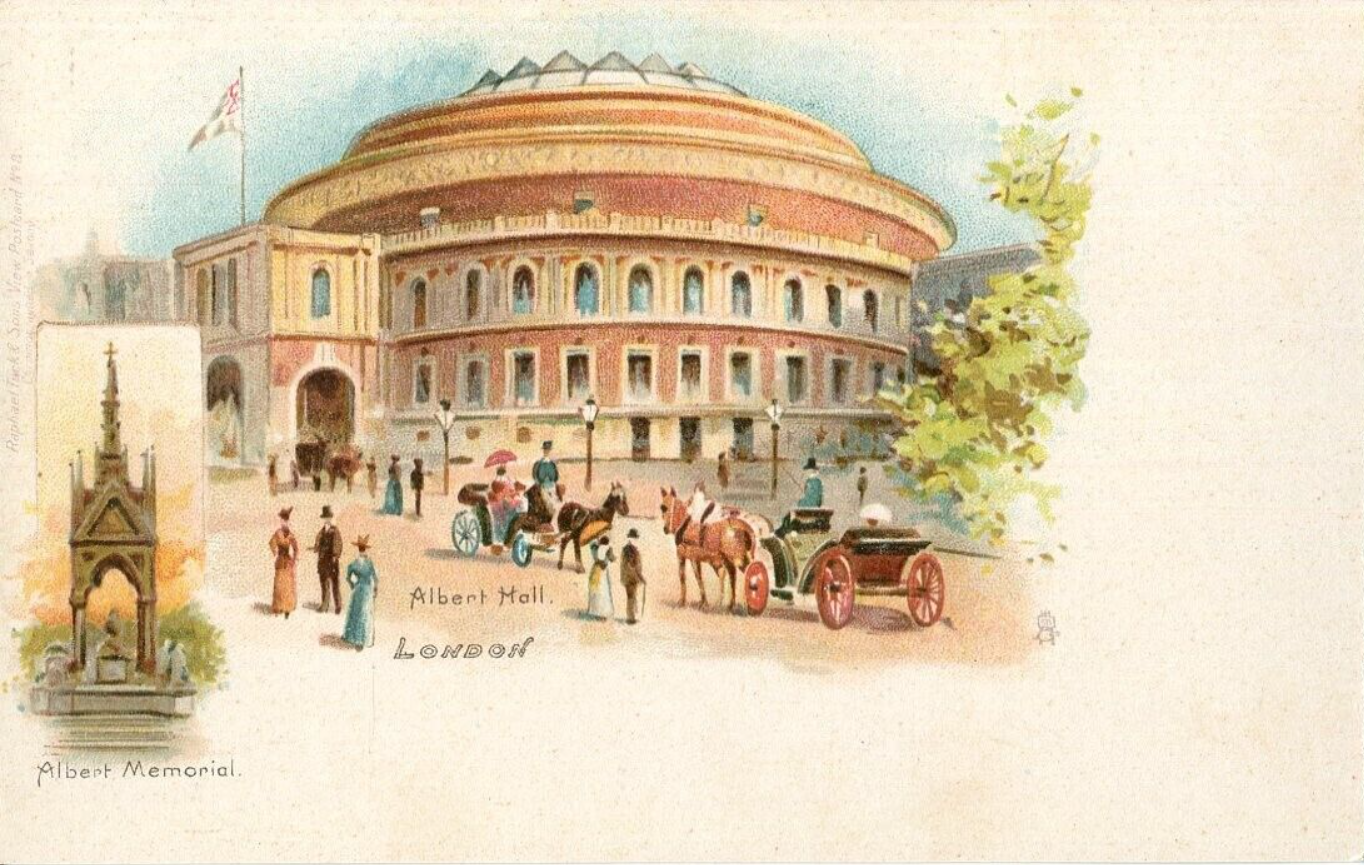
Альберт-холл у 1903. Листівка

Спочатку до Альберта ставилися з дистанцією та недовірою через його німецьке походження. Лише активне залучення до політики у часи відсутності королеви зробило його популярним. Він наполегливо вирішував складні державні справи. Вже за кілька років ніхто не міг уявити правління Вікторії без Альберта. Він став її головним радником. До нього зверталися за порадою найвидатніші політики та професори.
Запропонував провести Всесвітню виставку 1851 року. Прибутки від неї пішли на придбання всього району південний Кенсінгтон у Лондоні під музеї, коледжі та Королівський Альберт-Холл, побудований у 1861 році.
Був противником агресивної зовнішньої політики Великої Британії, тому намагався пом'якшити відносини, особливо з Німеччиною, через що відчув на собі неприхильність англійців.

## Хвороба та смерть
Останні роки життя Альберта були сповнені низки безкінечних клопотів через слабке здоров'я. У листопаді 1861 року він захворів. Спочатку лікарі вважали, що то був грип, але виявилося, що то був  черевний тиф. Через ускладнення цієї хвороби Альберт помер 14 грудня. Похований у Королівській усипальниці у Фрогморі.
Його дружина Вікторія носила траурний одяг за чоловіком 40 років, аж до своєї смерті.

## Шлюб
Альберт познайомився з Вікторією, тоді ще принцесою, у 1835 році. Він не зацікавив її своєю зовнішністю — був незграбним, вайлуватим шістнадцятирічним хлопцем. Через чотири роки відбулася наступна зустріч. Цього разу він вже був кремезним та статним молодим чоловіком. 10 лютого 1840 року він одружився з Вікторією, тоді королевою. Шлюб був щасливим — Альберт кохав Вікторію, а вона не бачила світу поза ним. У подружжя було дев'ятеро дітей. Альберт був суворим й вимогливим батьком, тому неправильний спосіб життя (багато романів й алкоголізм) його старшого сина «Берті» спричиняв у нього сильні головні болі та врешті решт погіршив його здоров'я й послабив імунітет.
У королеви Вікторії та принца Альберта було сорок два онуки. Найвідоміші з них король Великої Британії Георг V, останній німецький імператор йкороль Пруссії Вільгельм II Гогенцоллерн та Карл Едуард, герцог Саксен-Кобург-Готський. Їхні нащадки займали трони Греції, Югославії, Росії, Румунії та Німеччини, а нині правлять у Великій Британії, Швеції, Норвегії, Бельгії, Данії та Іспанії.

## Родина

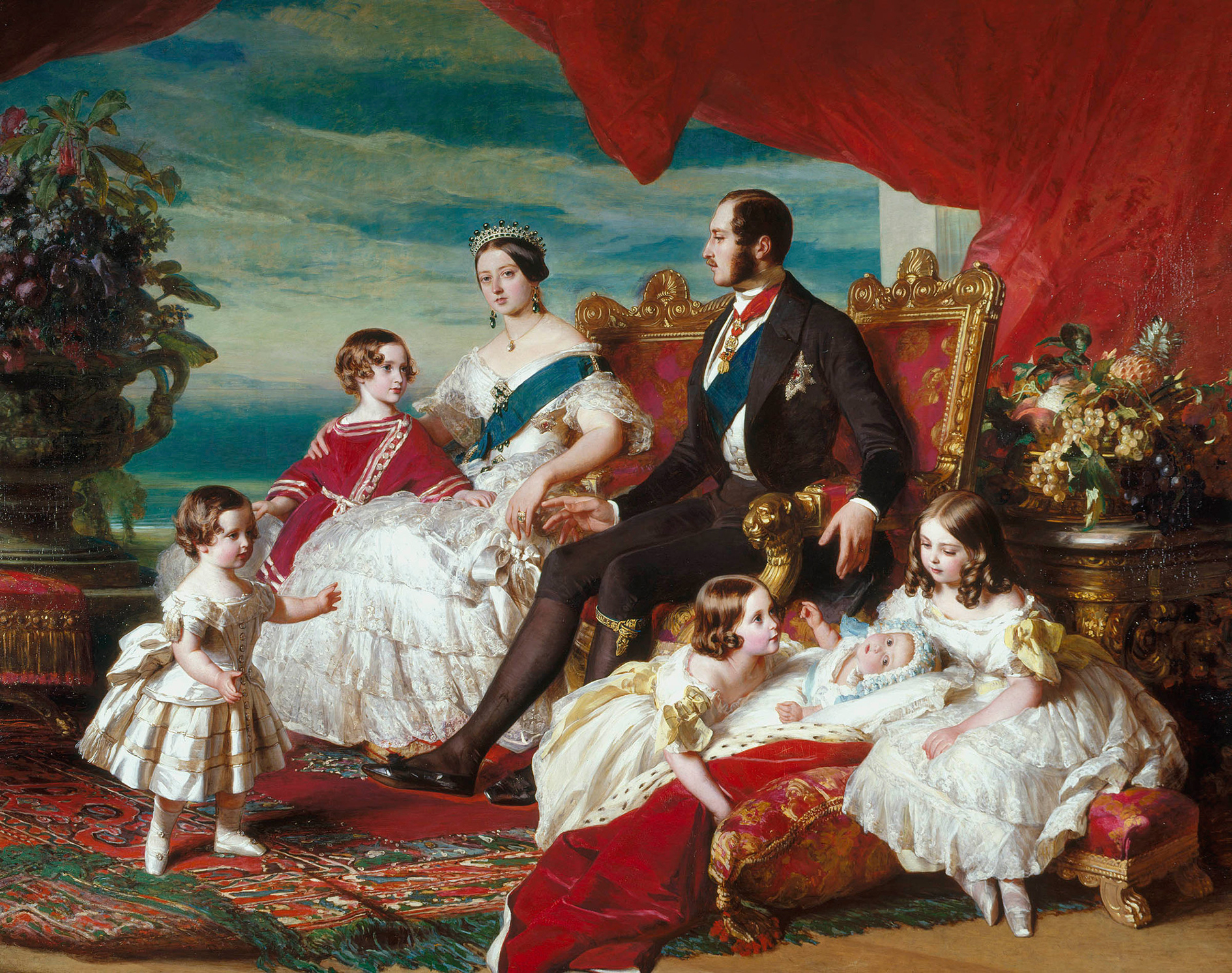
Королева Вікторія та принц Альберт з родиною у 1846 році, картина Франца Ксавера Вінтерхальтера

Дружина —  Вікторія, королева Великої Британії
Діти:
- Вікторія (1840—1901) — імператриця Німеччини протягом 99 днів;
- Едуард (1841—1910) — король Великої Британії з 1901 по 1910 рік;
- Аліса (1843—1878) — велика герцогиня Гессенська, матір російської імператриці Олександри Федорівни;
- Альфред (1844—1900) — герцог Единбурзький, батько Марії, королеви Румунії, та Вікторії Меліти, великої герцогині Гессенської, великої герцогині Росії;
- Єлена (1846—1923)
- Луїза (1848—1939)
- Артур (1850—1942) — герцог Коннахту й Стратерну;
- Леопольд (1853—1883) — герцог Олбані;
- Беатриса (1857—1944).

## Нагороди
- KG: Орден Підв'язки[3]
- KT: Орден Будяка[3]
- KP: Орден св. Патрік[3]
- GCB: Орден Лазні[3]

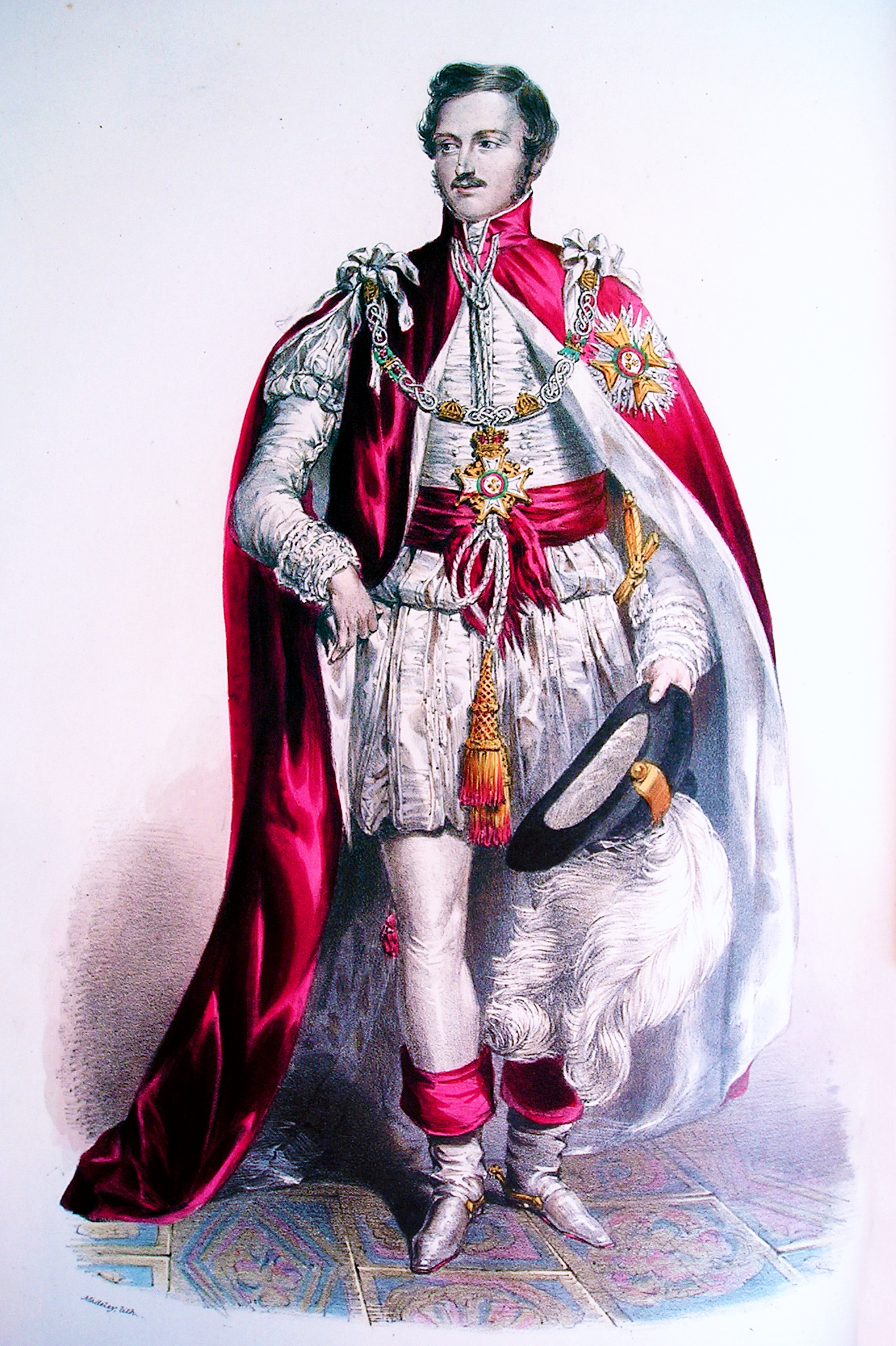
Принц Альберт, принц-консорт, у мантії кавалера Великого хреста Ордена Лазні

- CSI: Орден Зірки Індії (1861)[3]
- GCMG: Орден св. Михаїла і св. Георгія[3]
- Орден гвельфів (Ганновер)[4]
- Орден Леопольда І (1839, Бельгія)[5]
- Вищий орден Святого Благовіщення (1842, Сардинія)[6]
- Орден Золотого Руна (Іспанія, 1841)[3]
- Орден Слона (1843, Данія)[7]
- Орден св. Стефан (1843, Австро-Угорщина)[8]
- Орден Серафимів (1852, Швеція)[3]
- BDO: Стрічка двох орденів (1857, Португалія)[9]
  - Орден Сантьяго да Еспада[9]
  - Авіський орден[9]
- BTO: Стрічка трьох орденів (1858, Португалія)[9]
  - Орден Сантьяго да Еспада[9]
  - Авіський орден[9]
  - Орден Христа[9]

## Література

Герб принца-консорта Альберта

### Англійською мовою
- Ames, Winslow (1968). Prince Albert and Victorian Taste. London: Chapman and Hall.
- Armstrong, Neil (2008). «England and German Christmas Festlichkeit, c.1800–1914». German History 26 (4): 486—503. doi:10.1093/gerhis/ghn047. edit
- Bennett, Daphne (1977). King without a crown: Albert, Prince Consort of England, 1819—1861. London: Heinemann.
- Boutell, Charles (1863). A Manual of Heraldry, Historical and Popular. London: Windsor And Newton. ISBN 1-146-28954-5.
- Boutell, Charles; Aveling, S. T. (2010) [1890]. Heraldry, Ancient and Modern: Including Boutell's Heraldry. London: Frederick Warne & Co. ISBN 1-146-15429-1.
- Cust, Lionel (1907). «The Royal Collection of Pictures». The Cornhill Magazine, New Series XXII: 162—170.
- Darby, Elizabeth; Smith, Nicola (1983). The Cult of the Prince Consort. New Haven and London: Yale University Press. ISBN 0-300-03015-0.
- Finestone, Jeffrey (1981). The Last Courts of Europe. London: The Vendome Press. ISBN 0-86565-015-2.
- Fulford, Roger (1949). The Prince Consort. London: Macmillan Publishers.
- Hobhouse, Hermione (1983). Prince Albert: His Life and Work. London: Hamish Hamilton. ISBN 0-241-11142-0.
- Jagow, Kurt, ed. (1938). The Letters of the Prince Consort, 1831–61. London: John Murray.
- Jurgensen, John (4 December 2009). «Victorian Romance: When the dour queen was young and in love». Wall Street Journal.
- Knight, Chris (17 December 2009). «A Duchess, a reader and a man named Alistair: Getting The Young Victoria right by Her Majesty». National Post.
- The London Gazette: no. 19821. p. 241. 7 February 1840.
- The London Gazette: no. 19826. p. 302. 14 February 1840.
- The London Gazette: no. 22015. p. 2195. 26 June 1857.
- Louda, Jiří; Maclagan, Michael (1999) [1981]. Lines of Succession: Heraldry of the Royal Families of Europe (2nd ed.). London: Little, Brown. ISBN 978-0-316-84820-6.
- Martin, Theodore (1874–80). The Life of H. R. H. the Prince Consort. 5 volumes, authorised by Queen Victoria.
- Montgomery-Massingberd, Hugh, ed. (1977). Burke's Royal Families of the World (1st ed.). London: Burke's Peerage. ISBN 0-85011-023-8.
- Pinches, John Harvey; Pinches, Rosemary (1974). Heraldry Today: The Royal Heraldry of England. Slough, Buckinghamshire: Hollen Street Press. ISBN 0-900455-25-X.
- Stewart, Jules (2012). Albert: A Life. London; New York: I.B. Tauris. ISBN 978-1-84885-977-7. OCLC 760284773.
- Weintraub, Stanley (1997). Albert: Uncrowned King. London: John Murray. ISBN 0-7195-5756-9.
- Weintraub, Stanley (September 2004). «Albert [Prince Albert of Saxe-Coburg and Gotha] (1819—1861)». Oxford Dictionary of National Biography (online, January 2008 ed.). Oxford University Press. doi:10.1093/ref: odnb/274. Retrieved 4 August 2009. (subscription required) edit
- Weir, Alison (1996). Britain's Royal Families: The Complete Genealogy (Revised ed.). London: Random House. ISBN 0-7126-7448-9.